# 趣味講座 ベストサウンド
趣味講座 ベストサウンド（しゅみこうざ ベスト・サウンド）は、NHK教育テレビジョンの『趣味講座』において放送されていた趣味番組である。
本放送は教育テレビで放送されたが、当時音声多重放送を行っていなかったため、番組の特性を鑑み再放送は総合テレビで行われた。このため昭和天皇崩御の際は、再放送については歌舞音曲の自粛に伴いとりやめられた。

## ベストサウンド
放送日時
1985年4月 - 9月：毎週水曜日 19時30分 - 20時（全26回）
出演者
- 講師 - 難波弘之
- アシスタント - 中村あゆみ

放送内容
| 放送日        | テーマ                               | ゲスト                         |
| ------------- | ------------------------------------ | ------------------------------ |
| 1985年4月3日  | エレクトリック・ポップスからR&Rへ(1) | ラウドネス                     |
| 1985年4月10日 | エレクトリック・ポップスからR&Rへ(2) | 尾崎亜美                       |
| 1985年4月17日 | エレクトリック・ポップスからR&Rへ(3) | 杉山清貴&オメガトライブ        |
| 1985年4月24日 | エレクトリック・ポップスからR&Rへ(4) | 世良公則                       |
| 1985年5月1日  | エレクトリック・ポップスからR&Rへ(5) | 小田裕一郎                     |
| 1985年5月8日  | ハード&メタル・サウンド(1)           | 山本恭司, 白井貴子             |
| 1985年5月15日 | ハード&メタル・サウンド(2)           | VOWWOW, 向谷実                 |
| 1985年5月22日 | ハード&メタル・サウンド(3)           | VOWWOW, 角松敏生               |
| 1985年5月29日 | ハード&メタル・サウンド(4)           | VOWWOW, 山下久美子             |
| 1985年6月5日  | これがチョッパーベースだ             | ザ・スクエア, 鳴瀬喜博         |
| 1985年6月12日 | ベースだってソロ楽器                 | 大沢誉志幸                     |
| 1985年6月19日 | つのだひろドラム教室                 | アースシェイカー, つのだ☆ひろ  |
| 1985年6月26日 | ここ一番のフィルイン                 | スターダストレビュー, そうる透 |
| 1985年7月3日  | マルチ・キーボードにアタック         | 44マグナム                     |
| 1985年7月10日 | MIDIシンセで音の探検                 | ARB                            |
| 1985年7月17日 | 安くて簡単な自動演奏                 | ARB                            |
| 1985年7月24日 | デジタル楽器攻略法                   | 稲垣潤一                       |
| 1985年7月31日 | ニューリズムパターン研究             | シーナ&ザ・ロケッツ            |
| 1985年8月7日  | まずビジョンを持とう                 | 井上鑑                         |
| 1985年8月14日 | コードで変わるメロディの印象         | 上田正樹                       |
| 1985年8月21日 | 曲のカラーを決めるリズム             | 日野皓正                       |
| 1985年8月28日 | サウンドメイク完了                   |                                |
| 1985年9月4日  | 自家製テープ料理法                   |                                |
| 1985年9月11日 | ライブの嘘と常識                     | ビリー・プレストン             |
| 1985年9月18日 | 学園祭はこれでＯＫ                   | PINK                           |
| 1985年9月25日 | （最終回）総復習                     | ロール・バック                 |

## ベストサウンドII
放送日時
1986年4月 - 9月：毎週月曜日 19時30分 - 20時（全26回）
出演者
- 講師 - 井上鑑
- アシスタント - 和田加奈子

放送内容
| 放送日        | テーマ                              | ゲスト               |
| ------------- | ----------------------------------- | -------------------- |
| 1986年4月7日  | 香津美風ギターアレンジ学(1)         | 渡辺香津美           |
| 1986年4月14日 | 香津美風ギターアレンジ学(2)         | 渡辺香津美           |
| 1986年4月21日 | 秘伝キーボードテクニック(1)         | 向谷実               |
| 1986年4月28日 | 秘伝キーボードテクニック(2)         | 向谷実               |
| 1986年5月5日  | アルフィーのアコースティック主義(1) | アルフィー           |
| 1986年5月12日 | アルフィーのアコースティック主義(2) | アルフィー           |
| 1986年5月19日 | スタレビ風アカペラのすすめ(1)       | スターダストレビュー |
| 1986年5月26日 | スタレビ風アカペラのすすめ(2)       | スターダストレビュー |
| 1986年6月2日  | ぼくとMTR                           | 鈴木康博             |
| 1986年6月9日  | シーケンサーの魅力                  | 鈴木康博             |
| 1986年6月16日 | マイ・フェイバリッド・サックス      | MALTA                |
| 1986年6月23日 | マルタのジャズ風アレンジ考          | MALTA                |
| 1986年6月30日 | マルタのサウンドグラフィティ        | MALTA                |
| 1986年7月7日  | ウインド・シンセの魅力              | ザ・スクエア         |
| 1986年7月14日 | 最新シンセはこんな顔                | ザ・スクエア         |
| 1986年7月21日 | デモテープから12インチ・シングル    | ザ・スクエア         |
| 1986年7月28日 | シーケンサーをライブで使う          | ザ・スクエア         |
| 1986年8月4日  | 亜美式ポップス発想法                | 尾崎亜美             |
| 1986年8月11日 | 作詩のコツ・作曲のコツ              | 尾崎亜美             |
| 1986年8月18日 | 楽しいアレンジ・明るいスタジオ      | 尾崎亜美             |
| 1986年8月25日 | 自分で歌う・アイドルが歌う          | 尾崎亜美             |
| 1986年9月1日  | グッドミュージックはリハーサルから  |                      |
| 1986年9月8日  | リズム主義・ハーモニー主義          |                      |
| 1986年9月15日 | モダン・レコーディング宣言          |                      |
| 1986年9月22日 | 日本から世界を考える                |                      |
| 1986年9月29日 | （最終回）次のウェーブは君が作る    |                      |

## ベストサウンドIII
放送日時
1987年4月 - 6月：毎週月曜日 19時30分 - 20時（全13回）
出演者
- 講師 - 村田和人
- アシスタント - 斉藤さおり

放送内容
| 放送日        | テーマ                                 | ゲスト                  |
| ------------- | -------------------------------------- | ----------------------- |
| 1987年4月6日  | ドレミはこわくない                     | 米米クラブ              |
| 1987年4月13日 | インスピレーションを得るには           | Be-modern               |
| 1987年4月20日 | サビが曲の決め手                       | 本田美奈子              |
| 1987年4月27日 | 演歌にしない作詞法                     | 爆風スランプ            |
| 1987年5月4日  | デモ・テープを作ろう                   | 松岡直也                |
| 1987年5月11日 | リズム・セクション全開！               | 鈴木賢司                |
| 1987年5月18日 | ギターはホットに弾こう                 | 早見優                  |
| 1987年5月25日 | キーボードはファッショナブルに         | 稲垣潤一                |
| 1987年6月1日  | コーラスでイメージアップ               | キャディラック, SHOW-YA |
| 1987年6月8日  | 歌う快感・ハモる快感                   | 千年コメッツ            |
| 1987年6月15日 | おしゃれなサウンド(1)                  | 柳ジョージ              |
| 1987年6月22日 | おしゃれなサウンド(2)                  | BLUEW                   |
| 1987年6月29日 | （最終回）楽しくなければバンドじゃない | パール兄弟              |

## ベストサウンドIV
放送日時
1988年10月 - 1989年3月：毎週月曜日 19時30分 - 20時（全25回）
出演者
- 講師 - 松岡直也
- アシスタント - 谷村有美

放送内容
| 放送日         | テーマ                                                                           | ゲスト       |
| -------------- | -------------------------------------------------------------------------------- | ------------ |
| 1988年10月3日  | ロック・バンドのために1 コードバッキング                                         |              |
| 1988年10月10日 | ロック・バンドのために2 アルペジオ                                               | SHOW-YA      |
| 1988年10月17日 | ロック・バンドのために3 シングル・ノートのフレーズ                               |              |
| 1988年10月24日 | ロック・バンドのために4 エフェクター                                             | THE_東南西北 |
| 1988年10月31日 | ロック・バンドのために5 8ビート                                                  | TOPS         |
| 1988年11月7日  | ロック・バンドのために6 ボトム・ライン                                           |              |
| 1988年11月14日 | ロック・バンドのために7 テーマ・アプローチ                                       |              |
| 1988年11月21日 | ロック・バンドのために8 ソロ，オブリガード                                       |              |
| 1988年11月28日 | フュージョン・バンドのために1 リズム・アンサンブル                               |              |
| 1988年12月5日  | フュージョン・バンドのために2 コード・ワーク                                     |              |
| 1988年12月12日 | フュージョン・バンドのために3 リード・ワーク                                     |              |
| 1988年12月19日 | フュージョン・バンドのために4 アドリブ・ワーク                                   |              |
| 1988年12月26日 | フュージョン・バンドのために5 リフ・ワーク                                       |              |
| 1989年1月9日   | フュージョン・バンドのために6 フィルイン                                         |              |
| 1989年1月16日  | フュージョン・バンドのために7 サウンド・インプロビゼーションI                    |              |
| 1989年1月23日  | フュージョン・バンドのために8 サウンド・インプロビゼーションII                   |              |
| 1989年1月30日  | ラテン・フュージョン・バンドのために1 ティンバレスI プレイ・テクニック           |              |
| 1989年2月6日   | ラテン・フュージョン・バンドのために2 ティンバレスII パーカッションアンサンブル  |              |
| 1989年2月13日  | ラテン・フュージョン・バンドのために3 コンガ,ボンゴI プレイテクニック            |              |
| 1989年2月20日  | ラテン・フュージョン・バンドのために4 コンガ,ボンゴII パーカッションアンサンブル |              |
| 1989年2月27日  | ラテン・フュージョン・バンドのために5 ルンバ,チャチャチャ,マンボ                 |              |
| 1989年3月6日   | ラテン・フュージョン・バンドのために6 ソカ,ボンバ,メレンゲ,モサンビケ            |              |
| 1989年3月13日  | ラテン・フュージョン・バンドのために7 クラーベとモントウーノ                     |              |
| 1989年3月20日  | ラテン・フュージョン・バンドのために8 モントゥーノ・インプロビゼーション         |              |
| 1989年3月27日  | （最終回）松岡直也グループライブスペシャル                                       |              |